# Liste des Justes de la Manche
Compléments
Reconnus par Yad Vashem.
Les « Justes » dans le département de la Manche sont les personnes qui dans ce département français ont protégé les Juifs pendant la Seconde Guerre mondiale, et ont reçu le titre de « Juste parmi les nations » décerné par l'Institut Yad Vashem. 
Cette liste est présentée par commune ou hameau, selon les informations du Yad Vashem et le découpage administratif de l'époque.

## Liste par lieu

### Avranches
- Henri Bitard (1900-1974), directeur d'usine[1].
- Madeleine Bitard (1914-2006), née Vigneron[1].
Henri et Madeleine Bitard prennent en charge les jeunes Anne-Marie et Rose-Marie Mainemer, dont les parents ont été arrêtés. Ils les confient ensuite à un couvent, où elles ont une vie plus difficile. Les Bitard sont reconnus Justes parmi les nations le 16 juin 2013[1].
- Élise Thomas, née André, maraîchère[2].
- Paul Thomas (1904-1989), maraîcher[2].
Paul et Élise Thomas connaissent les Rozental, ils vendent leurs produits sur un stand voisin au marché d'Avranches. Monsieur Rozental et son fils Jacques sont arrêtés le 14 juillet 1942. Madame Rozental et sont bébé Estelle sont arrêtés trois mois après, et incarcérés. Élise Thomas n'arrête pas d'aller à la prison pour obtenir de garder Estelle, ce qui avait été convenu avec les Rozental. Elle y réussit finalement. Avec son mari, fervents catholiques tous deux, ils élèvent Estelle Rozental devenue orpheline, avec leurs propres enfants, mais sans chercher à la convertir, en lui expliquant qu'elle est Juive. Ils sont reconnus Justes parmi les nations le 29 janvier 1992[2],[3].

### Barenton
- Gérard Bouquey (1910-1978), ouvrier agricole[4].
- Louise Bouquey (1910-1997), née Reix[4].
Gérard et Louise Bouquey hébergent Perla Waver, dont le mari a été arrêté, et ses trois enfants. Gérard Bouquey, inquiet en apprenant que ses hôtes sont Juifs, est rassuré par les gendarmes, qui gardent le secret. Ils bénéficient de l'aide de la population du village. Ils sont déclarés Justes parmi les nations le 3 juillet 1992[4],[5].

### Carantilly
- Angélina Huault, née Chardin, agricultrice[6].
- Ferdinand Huault (1879-1958), agriculteur[6].
Berthe Pipkis et sa fille Marcelle, inquiétées à Saint-Lô, trouvent refuge chez Ferdinand et Angélina Huault et leurs trois enfants à Carantilly. Les Huault disent que ce sont des parentes réfugiées. Mais un voisin manifestant de l'hostilité et risquant de les dénoncer, leurs protégées sont emmenées plus loin, dans une ferme isolée chez Suzanne Lerouxel. Ferdinand et Angélina Huault sont reconnus Justes parmi les nations le 19 avril 1998[6],[7].

### Cherbourg
- Abbé Louis Gosselin (1915-2001), aumônier des hôpitaux de Cherbourg pendant l’occupation. Ce Résistant est reconnu Juste parmi les nations en 1971 pour avoir sauvé de nombreuses familles juives à Cherbourg dont la famille Sucker. Une stale commémorative se trouve dans la cour de la mairie de Cosqueville, village dont il a été le curé de 1967 à sa mort en 2001[8],[9].
- Maxime Leluan

### Gathemo
- André Mesnage
- Clémentine Mesnage (née Maincent)
- Ferruccio Pedrelli
- Suzanne Pedrelli (née Fagnen)

### Gratot
- Suzanne Lerouxel

### La Trinité
- Bernard Gérard
- Guy Gérard
- Marie-Louise Parry (née Laisne)

### Notre-Dame-de-Cenilly
- Marthe Lebrun (née Jamard)
- Pierre Lebrun

### Saint-Hilaire-du-Harcouët
- Angèle Bodin
- Marcel Bodin
- Lucienne Chaumont (née Descormiers)
- Angèle Parigny (née Vaudouer)
- François Parigny
- Armand Piel
- Marie-Thérèse Piel (née Portel)

### Saint-Lô
- Ernest Lepileur
- Renée Lepileur
- Denise Levallois (née Lepileur)

### Villedieu-les-Poêles
- Andrée Lemarchands
- Maurice Lemarchands